# التميمي (لقب)
التميمي هو لقب عربي شائع في فلسطين والسعودية وبعض البلدان العربية الأخرى. تُعتبر من أهم بطون قبيلة قريش الكبرى، والذين عُرفوا قبل ظهور الدعوة الإسلامية بأنهم أهل البادية.

## شخصيات
- عبد الجليل التميمي (مواليد 1938)، مؤرخ تونسي
  - مؤسسة التميمي للبحث العلمي والمعلومات، مؤسسة بحثية تونسية أسسها عبد الجليل
- عبد العزيز بن حارس بن أسد التميمي اليمني (816–944)، شيخ صوفي
- عبدالله التميمي (مواليد 1994)، لاعب اسكواش يمثل قطر
- أبو الفضل عبد الواحد التميمي (842–1034)، شيخ صوفي يمني
- عهد التميمي (مواليد 2001)، ناشطة فلسطينية
- أحلام التميمي (مواليد 1980)، إعلامية فلسطينية
- الحر بن يزيد التميمي، جنرال عسكري في القرن السابع
- القعقاع بن عمرو التميمي، قائد عربي في القرن السابع
- علاء التميمي (مواليد 1952)، أمين بغداد
- محمد بن أحمد التميمي، طبيب عربي في القرن العاشر
- علي التميمي (مواليد 1963)، عالم أحياء أمريكي ومدرس إسلامي
- أمل التميمي (ولدت عام 1960)، ناشطة نسوية وناشطة اجتماعية وسياسية أيسلندية-فلسطينية.
- عاصم بن عمرو التميمي، قائد عسكري للخلافة الراشدة في القرن السابع
- عزام التميمي (مواليد 1955)، أكاديمي وناشط سياسي بريطاني فلسطيني
- باسم التميمي (مواليد 1967)، ناشط فلسطيني
- ابن أبي رمثة التميمي، طبيب في القرن السابع
- جنى التميمي، المعروفة بجنى جهاد، ناشطة شابة فلسطينية وصحفية هاوية
- جاسم التميمي (مواليد 1971)، لاعب وسط كرة قدم قطري
- جوناثان التميمي (مواليد 1994)، لاعب كرة قدم سويدي
- خازم بن خزيمة التميمي (توفي 749–768)، قائد عسكري عربي خراساني.
- ماجد التميمي (مواليد 1971)، رياضي سعودي
- محمد بن قاسم التميمي (1140/5-1207/8)، محدّث مغربي
- محمد بن أميل التميمي، كيميائي من القرن العاشر
- منذر بن سوا التميمي، حاكم الإمبراطورية الساسانية الفارسية في القرن السابع
- موسى بن كعب التميمي، قائد عربي في القرن الثامن
- رفيق التميمي (1889–1957)، مربي وشخصية سياسية عربية فلسطينية
- تيسير التميمي، رئيس القضاة الشرعيين في السلطة الوطنية الفلسطينية

## أنظر أيضا
- بنو تميم (قبيلة)
- تميم (اسم)